# Osmia cinerea
Osmia cinerea är en biart som beskrevs av Warncke 1988. Osmia cinerea ingår i släktet murarbin, och familjen buksamlarbin. Inga underarter finns listade i Catalogue of Life.